# Botschaft der Vereinigten Staaten in Wien

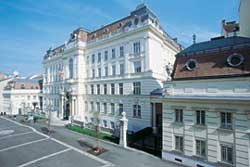
Die Botschaft der Vereinigten Staaten in Wien

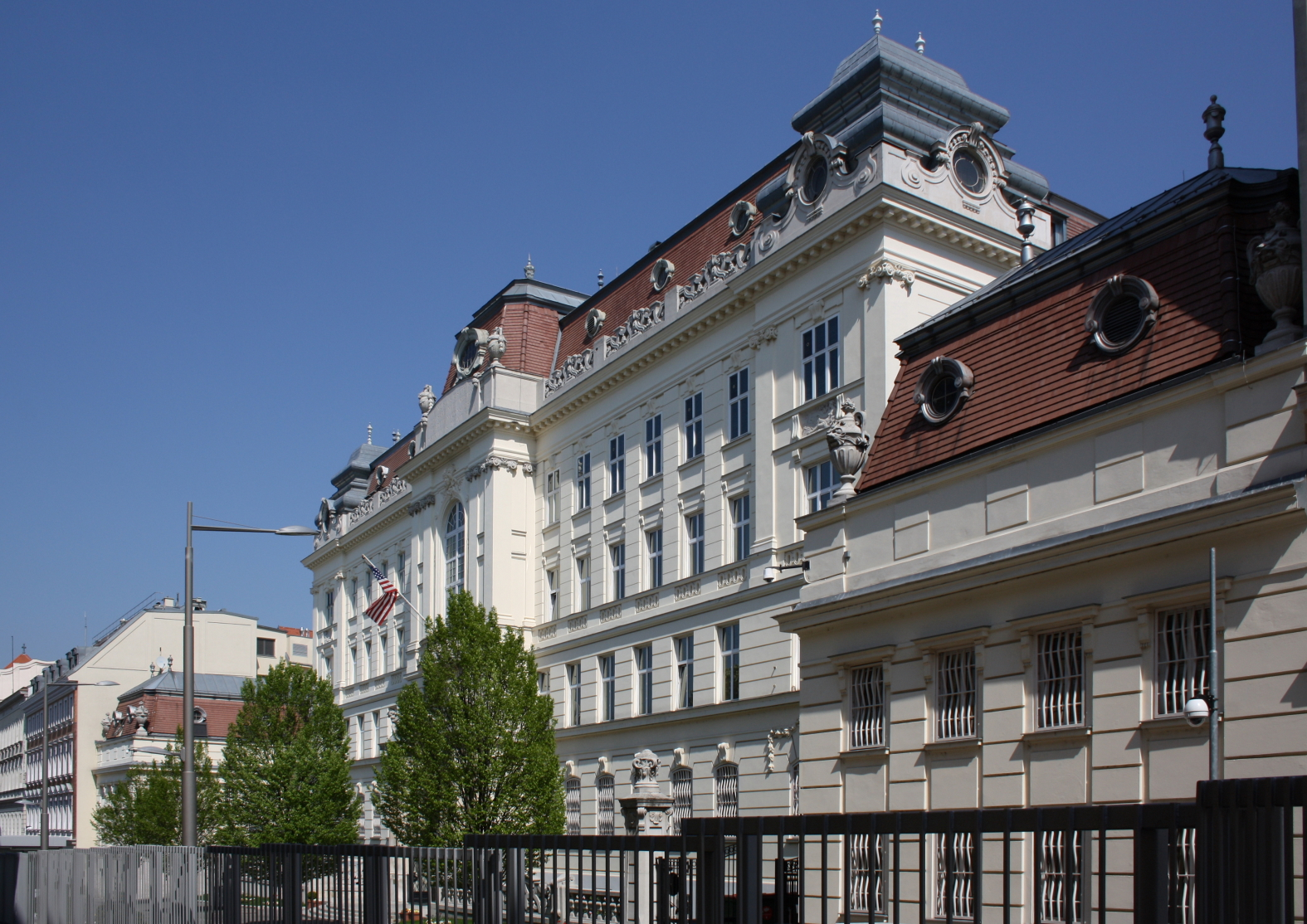
Botschaft im Jahr 2011 mit gesperrter Straße

Die Botschaft der Vereinigten Staaten in Wien ist die diplomatische Vertretung der Vereinigten Staaten in Österreich.
Seit 1838 unterhielten die Vereinigten Staaten in Österreich bzw. Österreich-Ungarn eine Gesandtschaft als diplomatische Vertretung.
Bereits zwischen 1902 und 1917 waren die Vereinigten Staaten in Wien durch eine Botschaft vertreten, die 1921 zu einer Gesandtschaft herabgestuft wurde.
Seit 1947 befindet sich die Gesandtschaft, die 1951 wieder Botschaftsstatus erhielt, in der Boltzmanngasse im 9. Wiener Gemeindebezirk Alsergrund. Botschafterin der Vereinigten Staaten bei der Republik Österreich ist seit Jänner 2022 Victoria Reggie Kennedy.

## Geschichte
Erster amerikanischer Gesandter – im diplomatischen Rang eines „außerordentlichen und bevollmächtigten Gesandten“ – in Österreich war Henry Augustus Philip Muhlenberg. Er wurde am 8. Februar 1838 ernannt.
Erster amerikanischer Botschafter – im diplomatischen Rang eines „außerordentlichen und bevollmächtigten Botschafters“ – in Österreich war Robert Sanderson McCormick, der am 27. Mai 1902 vom Gesandten zum Botschafter befördert wurde.
Nach dem Kriegseintritt der USA im Ersten Weltkrieg und dem Abbruch der diplomatischen Beziehungen zu Österreich-Ungarn 1917 wurden die Interessen der Vereinigten Staaten für die Dauer des Krieges in Wien durch Spanien repräsentiert. Die amerikanische Botschaft wurde 1921 als Gesandtschaft wiedereröffnet.
1947 übersiedelte die Gesandtschaft in das ehemalige Gebäude der K.k. Akademie für Orientalische Sprachen in der Boltzmanngasse 16 im 9. Wiener Gemeindebezirk. Das vom Architekten Ludwig Baumann geplante, im historistischen, barocken Stil gehaltene Gebäude wurde ursprünglich für die Kaiserlich-königliche Akademie für Orientalische Sprachen errichtet und 1902 eröffnet. Zweck dieser Akademie, die an anderem Standort bereits seit 1754 bestand und von Kaiserin Maria Theresia gegründet wurde, war die Verbesserung der Handelsbeziehungen mit dem Balkan und dem Nahen Osten.
Nach dem „Anschluss“ 1938 wurden von den neuen nationalsozialistischen Machthabern die Aktivitäten der Akademie stark eingeschränkt. Ab 1941 wurde das Gebäude als Lazarett für die Wehrmacht genutzt. Am 30. Juni 1947 wurde das Gebäude, das nun wieder im Besitz der Republik Österreich stand, von der amerikanischen Regierung gekauft. Bis 1951 war hier nun eine Gesandtschaft der Vereinigten Staaten untergebracht. Seit 1951 hat diese Vertretung offiziellen Botschaftsstatus.
1986 gelang der Schauspielerin Choi Eun-hee und ihrem Ehemann Shin Sang-ok in der US-Botschaft die Flucht vor nordkoreanischen Agenten. Sie beantragten daraufhin politisches Asyl in den USA.
Am 1. Oktober 2007 versuchte ein 42-jähriger Mann erfolglos, mit einem mit zwei Handgranaten und Nägeln bepackten Rucksack in das Gebäude zu gelangen. Der Verdächtige wurde später gefasst und im April 2008 vom Vorwurf freigesprochen, einen Anschlag auf die Botschaft geplant zu haben.